# Thyrosticta vestigii
Thyrosticta vestigii là một loài bướm đêm thuộc phân họ Arctiinae, họ Erebidae.